# 橋本健二
橋本 健二（はしもと けんじ、1959年4月19日 - ）は、日本の社会学者。社会階層論、階級論専攻。早稲田大学人間科学学術院教授。
石川県生まれ。東京大学教育学部卒業、東京大学大学院博士課程退学。静岡大学を経て、2002年から武蔵大学社会学部教授、2013年4月から早稲田大学人間科学学術院教授。
2004年、論題「階級・ジェンダー・再生産：現代資本主義社会の存続メカニズム」で武蔵大学より博士（社会学）。

## 著書
- 『現代日本の階級構造――理論・方法・計量分析』、東信堂, 1999年。
- 『階級社会日本』、青木書店, 2001年。
- Class structure in contemporary Japan, Trans Pacific Press, 2003.
- 『階級・ジェンダー・再生産――現代資本主義社会の存続メカニズム』、東信堂, 2003年。
- 『階級社会――現代日本の格差を問う』、講談社・講談社選書メチエ, 2006年。
- 『新しい階級社会新しい階級闘争――「格差」ですまされない現実』、光文社, 2007年。
- 『居酒屋ほろ酔い考現学』、毎日新聞社, 2008年。
- 『貧困連鎖――拡大する格差とアンダークラスの出現』、大和書房, 2009年。
- 『「格差」の戦後史――階級社会日本の履歴書』、河出書房新社, 2009年。
- 『階級都市――格差が街を侵食する』、筑摩書房・ちくま新書, 2011年。

### 編著
- 『家族と格差の戦後史――1960年代日本のリアリティ』、青弓社, 2010年。

### 翻訳
- スティーヴン・エジェル『階級とは何か』、青木書店, 2002年。